# Grafoderivat
Grafoderivat je beseda, ki jo oblikujemo s kombinacijo različnih pisnih znamenj in znakovnih ter slikovnih sredstev. Ker vedno večje število oglaševalcev in širjenje oglaševalskega prostora presegata sprejemalne zmožnosti naslovnikov, se grafoderivati zaradi pozornosti, ki jo zbujajo s svojo podobo, uporabljajo predvsem v oglaševalskem prostoru. Njihova vloga je v veliki meri estetske, čustvene ali intelektualne narave.

## Termin
Termin grafoderivat so iznašli ruski jezikoslovci - z njim so poimenovali nove besede, ki so nastale z izrabo posebnih grafičnih zmožnosti. V njih v vlogi besedotvorne prvine nastopajo grafična in ortografska sredstva. Ruska jezikoslovka Popova navaja več tipov grafoderivacij:
- Monografiksacija (oblikovanje besede z grafičnimi sredstvi znotraj enega jezika),
- poligrafiksacija ali grafohibridizacija (uporaba različnih pisav znotraj tvorjenke, npr. latinične in grške),
- kodografiksacija (uporaba števil, slik, računalniških znakov znotraj tvorjenke),
- tipografiksacija (kombinacije normalnega, ležečega, krepkega tiska, zapisovanje črkovnih elementov v besedi višje ali nižje).

Najbolj raznolika je monografiksacija, ki lahko obsega vključevanje vezaja, oklepaja, narekovaja, poševnice, klicaja, opuščaja, vprašaja, dvopičja, tropičja, podvajanje črkovnih elementov, vnašanje novih črk v besedo in izmenjavo velikih in malih črk v besedi.

## Tip tvorjenk
Irena Stramljič Breznik (2010) uvršča grafoderivate v tip nesistemskih tvorjenk. Skupno grafoderivatom in tradicionalnim tvorjenkam je nova pomenskost, različen pa je način, po katerem jo vzpostavijo - grafoderivati so besede, ki svojo pomenskost dobijo z grafičnimi elementi, medtem ko jo običajne tvorjenke dobivajo iz morfemskih sestavin. Grafoderivati imajo nov, aktualiziran pomen, ki ga lahko razumemo samo sobesedilno, medtem ko ga običajna tvorjenka ohranja tudi brez sobesedila.
Ker grafoderivati nastajajo po neuveljavljenih in nepredvidljivih postopkih, s katerimi rušijo temeljne besedotvorne zakonitosti in običajno izrazno podobo leksemov, ne morejo postati ustaljena sestavina jezikovnega leksikona. To pa seveda ni namen oglaševalcev. Ti namreč želijo ustvarjati izvirne, enkratne, neponovljive izraze, s katerimi se povezuje ime podjetja ali ime izdelka. Zato grafoderivati po svoji naravi niso neologizmi, ampak priložnostnice in le kot take lahko izpolnjujejo svojo nalogo v oglaševalskem jeziku.

## Tipologija
Irena Stramljič Breznik in Ines Voršič (2009: 832) sta grafoderivate razvrstili v tri glavne skupine:
a) Grafemska sredstva, s katerimi so obogatene ustaljene sistemske tvorjenke,
b) tipografske prvine, ki bogatijo
potencialno sistemske novotvorjenke in
c) grafemska sredstva, uporabljena na nesistemskih novotvorjenkah.
 V grafemska sredstva, s katerimi so obogatene ustaljene sistemske tvorjenke, spadajo naslednji postopki:
- Vključevanje ločil (avtomobil-ist, var(č)en, priseb(n)i ...),
- vključevanje znakov (prihran€k ...),
- vključevanje števil (0dštekan ...),
- anagrami (pirgrizek (= prigrizek), zešamn (= zmešan) ...),
- naivno etimologiziranje (ZAbavati (se), nezNOSen ...).

V tipografske prvine, ki bogatijo potencialno sistemske novotvorjenke, so vključeni naslednji postopki:
- Kombinacije tiska (Remisliti (= ponovno premisliti) ...),
- vključevanje ločil (X-ploziven ...),
- vključevanje slik (npr. v besedi kinodan je črka o zamenjana s sliko kinematografa, ki je vizualno podoben o-ju),
- poligrafiksacija ali grafohibridizacija (twix-ati, twit-ati, za-bowlati ...).

V grafemska sredstva, uporabljena na nesistemskih novotvorjenkah pa spadajo:
- Kombinacije tiska (drugačen in nov pomen se vzbuja s pomočjo različnih načinov tiska, bodisi z drugačno barvo, kombinacijo velikih in malih črk ali odebeljenim, ležečim in podčrtanim tiskom; GRAWEfon, ABCČDZS ...),
- vključevanje ločil (Si.most (= Si.mobilov most), Si.nakup ...),
- vključevanje znakov (Bank@Net ...),
- vključevanje števil (ZA1,99VAROVAN ...),
- vstavljanje in ponavljanje novih črkovnih sestavin (eseesemesati, klepeklepetati ...).